# Opolski Związek Piłki Nożnej
Opolski Związek Piłki Nożnej (oficjalny skrót Opolski ZPN) – wojewódzki związek sportowy (stowarzyszenie), działający na terenie województwa opolskiego, posiadający osobowość prawną, któremu podlegają wszelkie sprawy piłkarskie (zarówno mężczyzn, jak i kobiet we wszystkich kategoriach wiekowych) w rozgrywkach regionalnych (ligach oraz Pucharze Polski szczebla okręgowego i wojewódzkiego). Członek Polskiego Związku Piłki Nożnej (PZPN). Obecnym prezesem OZPN-u jest Tomasz Garbowski.

## Historia
W maju 1945 powstał w Zabrzu Podokręg Śląskiego Okręgu Piłki Nożnej obejmujący swoją działalnością obecne województwo opolskie. Jego prezesem został przedwojenny sędzia i działacz
sportowy – podpułkownik Franciszek Jachieć. W sierpniu tego samego roku zarząd Podokręgu Piłki Nożnej w Zabrzu powołał swoją delegaturę z siedzibą w Prudniku, która obejmowała swoim zasięgiem powiaty: prudnicki, raciborski, nyski, kozielski, głubczycki oraz niemodliński. Podstawowym celem delegatury w Prudniku było inspirowanie powstawania klubów piłkarskich i pomoc w ich organizowaniu. Ważnym zadaniem było przygotowanie i przeprowadzenie rozgrywek kwalifikujących poszczególne drużyny na terenie prudnickiej delegatury do odpowiednich klas rozgrywkowych „A”, „B” i „C”. 15 września 1945 zwołano w Prudniku zebranie miejscowych działaczy sportowych, podczas którego powołano i zarejestrowano pierwszy klub piłkarski na Śląsku Opolskim – Pogoń Prudnik. Niedługo potem powstała ZZK Leopolia Opole, Odra Opole, Plania Racibórz, Milicyjny Klub Sportowy Opole, Lwowianka Opole, Kresowianka Kluczbork i Grom Nysa
18 sierpnia 1946 w Warszawie podczas Walnego Zgromadzenia Polskiego Związku Piłki Nożnej podjęto decyzję o utworzeniu Opolskiego Związku Piłki Nożnej z siedzibą w Zabrzu. Powołanie OZPN-u pozwoliło na ujęcie ewidencyjne wszystkich drużyn piłkarskich oraz zawodników. Zakończone zostały także eliminacje do poszczególnych klas, rozpoczęte przez ówczesny Podokręg w Zabrzu i jego delegaturę w Prudniku. W strukturach OZPN działały podokręgi w Opolu i Prudniku. 21 września 1946 zorganizowano w Prudniku spotkanie wszystkich działaczy klubów piłkarskich regionu prudnickiego. Stanowiło ono zebranie organizacyjne Podokręgu prudnickiego, na którym wybrano pierwsze na tym terenie władze piłkarskie. Prezesem został major Zygmunt Sobolta, a jego zastępcą starosta nyski Wincenty Karuga. Na zebraniu podjęto uchwałę o ilości drużyn w rozgrywkach klasy „B” i „C”. Podokręg Związku Piłki Nożnej w Prudniku obejmował w latach 1945–1950 całą południową część późniejszego województwa opolskiego: od Złotego Stoku do Raciborza włącznie.
W maju 1951 roku siedzibę związku przeniesiono z Zabrza do Opola.

## Podokręgi
- Brzeg
- Głubczyce
- Kędzierzyn-Koźle
- Kluczbork
- Nysa
- Olesno
- Prudnik
- Strzelce Opolskie